# Giacomo Puccini
Giacomo Antonio Domenico Michele Secondo Maria Puccini, kortweg Giacomo Puccini (Lucca, 22 december 1858 – Brussel, 29 november 1924), was een Italiaans componist die enkele van de meest geliefde opera's schreef uit het hele repertoire.

## Levensloop
Puccini werd geboren in Lucca in een familie die generaties beroepsmusici heeft afgeleverd. Toen hij vijf was, overleed zijn vader Michele. Voor zijn muzikale opleiding werd hij naar zijn oom Fortunato Magi gestuurd, die hem een slechte en ongedisciplineerde leerling vond.
Puccini groeide op tot een levensgenieter die pas een opera schreef als hij krap bij kas zat. Dat beklemtoont ook zijn genialiteit: hij leek op bevel meesterlijke opera's uit zijn mouw te kunnen schudden. Maar eenmaal aan het werk stortte hij zich volledig op een nieuw project en deed vervolgens alles om tot een goed eindresultaat te komen. Legendarisch is het grote aantal wijzigingen in het libretto van Manon Lescaut en andere opera's, en de daarmee gepaard gaande, heftige discussies met de dichters.
Na een korte loopbaan als kerkorganist besloot hij, na een opvoering van Verdi's Aïda, om operacomponist te worden.
Hij studeerde van 1880 tot 1883 aan het Conservatorium van Milaan bij Amilcare Ponchielli en Antonio Bazzini. In 1882 deed Puccini mee aan de jaarlijkse, door uitgeverij Sonzogno georganiseerde compositiewedstrijd voor een opera in één bedrijf. Hoewel hij niet won, werd zijn inzending, Le Villi, in 1884 opgevoerd aan het Teatro Dal Verme van Milaan en trok daarbij de aandacht van de plaatselijke uitgever Giulio Ricordi. Die bestelde een tweede opera, Edgar, die slechts matig succes kende.
Puccini's derde opera, Manon Lescaut (Turijn, 1893), was daarentegen wel een succes en bracht hem in contact met de librettisten Luigi Illica en Giuseppe Giacosa, die voor zijn drie volgende opera's met hem samenwerkten. De eerste hiervan, La bohème (Turijn, 1896), gebaseerd op een feuilleton van Henry Murger, werd al gauw opgevoerd over de hele wereld en wordt beschouwd als een van zijn beste werken. Zijn volgende opera, Tosca (Rome, 1900), gaat terug op een populair toneelstuk van succesauteur Victorien Sardou waarin Sarah Bernhardt de titelrol vertolkte. Ook deze opera kende internationaal succes. Madama Butterfly (Milaan, 1904) is gebaseerd op een toneelstuk van David Belasco. Deze opera werd bij de première in het Teatro alla Scala zeer vijandig ontvangen, mede door kritiek georkestreerd door rivalen van Puccini. Na enkele herzieningen is het alsnog een van zijn succesvolste opera's geworden.
Hierna vertraagde Puccini's werkruimte. In 1903 raakte hij gewond als gevolg van een auto-ongeluk. In 1906 overleed zijn moeder Albina Magi, wat hem diep beroerde. In 1909 ontstond een schandaal nadat zijn dienstmeisje zelfmoord had gepleegd. Puccini's vrouw Elvira Bonturi had haar valselijk beschuldigd van een verhouding met haar man. Ironisch genoeg was Elvira getrouwd toen ze een relatie begon met de componist. In 1912 overleed Giulio Ricordi, zijn uitgever en een belangrijke drijfkracht achter Puccini's oeuvre.
Getuigend van Puccini's internationale uitstraling is de bestelling van zijn volgende opera, La fanciulla del West (1914), door de Metropolitan Opera in New York. Zoals Madama Butterfly ging ook dit werk terug op een toneelstuk van David Belasco, The Girl of the Golden West (1905), dat zich nu evenwel in de Verenigde Staten afspeelt. Nog een ander prestigieus theater, de Opera van Monte Carlo, bestelde La rondine ('De zwaluw', 1917), een lichter, operette-achtig werk op een libretto van Giuseppe Adami naar werk van Alfred Maria Willner en Heinz Reichert. Hoewel Puccini dit als zijn beste partituur beschouwde, behaalde La rondine nauwelijks succes.
In 1918 volgde de première van Il trittico ('Het drieluik'), opnieuw in de Metropolitan Opera. Dit werk, dat bestaat uit drie opera-eenakters in de stijl van de Parijse Grand Guignol: een huiveringwekkende episode, Il tabarro, een sentimentele tragedie, Suor Angelica, en een farce, Gianni Schicchi.
Puccini overleed in 1924, drie weken voor zijn 66e verjaardag, te Brussel als gevolg van complicaties bij de behandeling van keelkanker. Zijn laatste opera, Turandot, bleef onvoltooid; de laatste twee scènes werden afgemaakt door Franco Alfano. In 2001 schreef Luciano Berio een alternatieve versie voor deze slotscènes.
Puccini ligt begraven in een kapel door zijn zoon Antonio gebouwd aan het huis waar Puccini ooit woonde in Torre del Lago, later hernoemd naar de componist, Torre del Lago Puccini, provincie Lucca in Toscane, Italië.

## Waardering

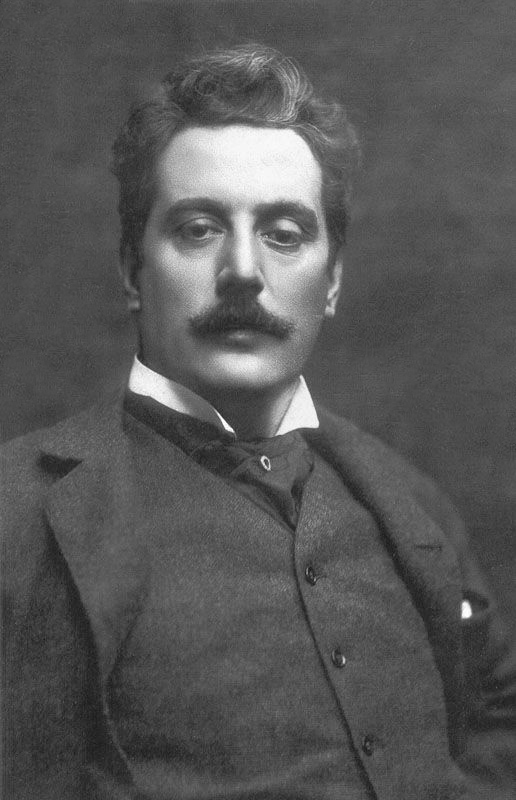
Giacomo Puccini

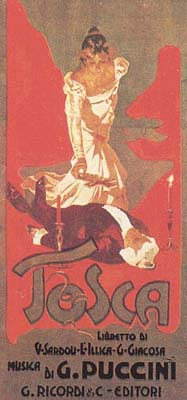
Poster voor Puccini's opera Tosca

Puccini wordt beschouwd als een van de beste operacomponisten van eind 19e en begin 20e eeuw. Hoewel hij als operacomponist vrijwel onmiddellijk op handen werd gedragen door het publiek, heeft hij lang moeten wachten op erkenning van critici. Het gevoel dat hij in de schaduw stond van de reuzen Verdi en Wagner heeft hem gedurende zijn gehele leven gemotiveerd om zichzelf te overtreffen. Zijn laatste en onvoltooide opera, Turandot, getuigt hiervan.
Puccini's kijk op het genre opera verschilt sterk van de heersende Duits-Oostenrijkse manier van opera schrijven in de laatromantiek. Richard Wagner maakte van zijn werken complexe, doorwrochte en meerlagige tragedies, waaraan een mystieke levensbeschouwing ten grondslag lag. Hij laat een liefdeskoppel sterven uit mystieke overtuiging.
Bij Puccini vindt men een dergelijke ideologie nergens. Daarentegen investeerde de componist in de representatie van de tragische personages en hun diepste zieleroerselen, alsook in de orkestrale weergave van de settings waarin zijn verhalen zich afspelen. Op orkestraal vlak was hij een geraffineerd symfonicus. Zijn entr'actes zijn kleurrijke en stemmingsvolle 'soundscapes’ die in hun referenties aan extramuzikale elementen anticiperen op het werk van Charles Ives en anderen. Harmonisch evolueerde Puccini naar een vrijere behandeling van de tonale functies, met vloeiende modulaties en gebruik van 'verboden' elementen als parallelle kwarten en kwinten. Laatstgenoemde karakteristieken, in combinatie met Puccini's relevantie voor internationale artistieke ontwikkelingen en zijn aanhoudende populariteit bij een breed publiek, heeft gezorgd voor een groeiende musicologische aandacht voor Puccini's oeuvre.

### Festival
Sinds 1930 wordt in Torre del Lago Puccini het Puccinifestival georganiseerd, een jaarlijks operafestival in de zomermaanden ter ere van de componist.

## Composities

### Werken voor orkest
- 1876 Preludio in Mi minore (e-klein), voor orkest
- 1882 Preludio sinfonico in La maggiore (A-groot), voor orkest
- 1882 Scherzo in La minore (a-klein), voor strijkers
- 1881-1883 Adagetto, voor orkest
- 1881-1883 Trio in Fa maggiore (F-groot), voor orkest
- 1883 Capriccio Sinfonico

### Werken voor harmonieorkest
- 1879 Prime fantasie, wals

### Missen, cantates en gewijde muziek
- 1877 I Figli D'Italia Bella, cantate voor zang solo, gemengd koor en orkest
- 1878 Credo, voor solisten, gemengd koor en orkest
- 1880 Messa Di Gloria, mis voor gemengd koor, tenor en bariton en orkest
- 1883 Salve Regina, voor sopraan en harmonium (of piano)
- 1905 Requiem, voor gemengd koor, altviool, harmonium (of orgel)

### Muziektheater

#### Opera's
| Voltooid in | titel                                                          | aktes                  | première | libretto |
| ----------- | -------------------------------------------------------------- | ---------------------- | --- | --- |
| 1884        | Le Villi                                                       | 1 bedrijf              | 31 mei 1884, Milaan, Teatro Dal Verme; (na herziening): 26 december 1884, Turijn, Teatro Regio di Torino                                                                                           | Ferdinando Fontana, naar Heinrich Heine en Alphonse Karr |
| 1889        | Edgar                                                          | 4 bedrijven            | 21 april 1889, Milaan, Teatro alla Scala; (na herziening): 28 februari 1892, Ferrara, Teatro Comunale; 2e herziening: 8 juli 1905, Buenos Aires, Teatro Colón                                      | Ferdinando Fontana, naar Alfred de Musset |
| 1892-1893   | Manon Lescaut                                                  | 4 bedrijven            | 1 februari 1893, Turijn, Teatro Regio | Ruggiero Leoncavallo, Marco Praga, Domenico Oliva, Luigi Illica, Giuseppe Giacosa, Giulio Ricordis, naar de roman «L'histoire du chevalier Des Grieux et de Manon Lescaut» van Abbé Prévost |
| 1895-1896   | La Bohème                                                      | 4 taferelen            | 1 februari 1896, Turijn, Teatro Regio; Nederlandse première: 1897, Den Haag | Giuseppe Giacosa en Luigi Illica, naar Henri Murgers, «Scènes de la vie de Bohème» |
| 1899-1900   | Tosca                                                          | 3 bedrijven            | 14 januari 1900, Rome, Teatro Costanzi | Luigi Illica en Giuseppe Giacosa, naar het schouwspel «La Tosca» van Victorien Sardou |
| 1903-1904   | Madama Butterfly                                               | 2 bedrijven            | 17 februari 1904, Milaan, Teatro alla Scala 2e versie: 28 mei 1904, Brescia, Teatro Grande; 3e versie: 10 juli 1905, Londen, Royal Opera House; 4e versie: 28 december 1905, Parijs, Opéra Comique | Luigi Illica en Giuseppe Giacosa, naar de eenakter "Madame Butterfly" van David Belasco gebaseerd op het gelijknamige verhaal van John Luther Long                                          |
| 1910        | La Fanciulla del West                                          | 3 bedrijven            | 10 december 1910, New York, Metropolitan Opera | Guelfo Civinini en Carlo Zangarini, naar het schouwspel «The girl of the golden west» van David Belasco                                                                                     |
| 1917        | La Rondine                                                     | 3 bedrijven            | 27 maart 1917, Monte Carlo, Opéra | Giuseppe Adami, Alfred Maria Willner en Heinz Reichert |
| 1918        | Il trittico; 1. Il tabarro 2. Suor Angelica 3. Gianni Schicchi | iedere opera 1 bedrijf | 14 december 1918, New York, Metropolitan Opera | 1. Giuseppe Adami, naar het drama «La houppelande» van Didier Gold; 2. Giovacchino Forzano; 3. Giovacchino Forzano, naar Dante Alighieri, «Inferno» (1309) uit: De goddelijke komedie       |
| 1926        | Turandot                                                       | 3 bedrijven            | 25 april 1926, Milaan, Teatro alla Scala | Giuseppe Adami en Renato Simoni, naar het schouwspel van Carlo Gozzi |

### Werken voor koren
- 1874-1880 Vexilla regis, voor mannenkoor en orgel
- 1905 Ecce sacerdos magnus, voor gemengd koor

### Vocale muziek
- 1877 Mottetto per San Paolino, voor zang solo, gemengd koor en orkest
- 1882 Ah! se potesse, romance voor tenor en piano
- 1883 Melanconia, romance voor zang en piano
- 1883 Storiella d'amore, melodie voor zang en piano
- 1883 Ad una morta, romance voor mezzosopraan (of bariton) en piano (of orkest)
- 1883 Mentìa l'avviso, scène en romance voor tenor en piano
- 1888 Sole e amore, romance voor zang en piano
- 1896 Avanti Urania!, romance voor zang en piano
- 1897 Inno a Diana, romance voor zang en piano
- 1899 E l'uccellino - ninna-nanna, voor zang en piano
- 1902 Terra e mare, romance voor zang en piano
- 1904 Canto d'anime, albumblad voor zang en piano
- 1908 Casa mia, voor zang en piano
- 1912 Sogno d'or, romance voor zang en piano
- 1917 Morire?, romance voor zang en piano
- 1919 Inno a Roma, voor zang en piano

### Kamermuziek
- 1881-1882 Adagio in La maggiore (A-groot), voor strijkkwartet
- 1881-1883 Strijkkwartet in Re maggiore (D-groot)
- 1883 Fuga Reale, voor strijkkwartet
- 1883 Scherzo, voor strijkkwartet
- 1884 Tre minuetti, voor strijkkwartet
- 1890 Crisantemi, voor strijkkwartet

### Werken voor orgel
- 1874-1878 (?) Sonates, marsen, versetten en bewerkingen van stukken uit zijn opera's Tosca, Manon Lescaut en Suor Angelica.

### Werken voor piano
- 1894 Piccolo Valzer
- 1899 Scossa elettrica, kleine briljante mars
- 1907/1910 Piccolo tango
- 1907/1910 Foglio d'album

## Museum
- Zijn villa in Torre del Lago is nu het Museo Villa Puccini. Ook Puccini's geboortehuis in Lucca is te bezichtigen als museum.

## Publicaties
- Julian Budden: Puccini – His Life and Works, Oxford University Press, 2002.
- Helmut Krausser: De tuin van Puccini , originele titel: Die kleinen Garten des Maestro Puccini, Keulen, 2008, ISBN 978 90 445 1446 9
- Michele Girardi: Puccini – His International Art, vert. Laura Basini, University of Chicago Press, 2000, ISBN 978-0226297576
- (it) Luigi Ricci: Puccini interprete di se stesso, Ricordi, 2003, ISBN 88 7592 725 1
- (en) Dieter Schickling: Giacomo Puccini – Catalogue of the Works, Bärenreiter, 2003, ISBN 3 7618 1582 4
- Arman Schwartz: Puccini's Soundscapes: Realism and Modernity in Italian Opera, Olschki, 2016, ISBN
- Arman Schwartz en Emanuele Senici, red.: Giacomo Puccini and His World, Princeton University Press, 2016, ISBN 9780691172866
- Alexandra Wilson, red.: Puccini in Context, Cambridge University Press, 2023, ISBN
- Roadtrip la Bohème, 2018 - Nederlandstalige serie over het leven van Giacomo Puccini. Regie: Gijs Besseling. Presentatie: Nina Schuttert en Leonard Besseling.